# Непрозрачность
Непрозра́чность (англ. opacity, дословно — «мутность») — термин в программировании и компьютерной графике, степень непрозрачности объекта. Обычно эффекта непрозрачности или прозрачности добиваются с помощью альфа-композиции, такая настройка позволяет сделать переход между частями коллажа или любого другого производного изображения более плавным, улучшить его внешний вид.
Являясь противоположностью прозрачности, при диапазоне значений от 0 до 1 максимальная непрозрачность соответствует 1, полная прозрачность — 0.
В html свойство CSS opacity отвечает за прозрачность элементов (картинок, текста, блоков), размещенных  на странице сайта.